# Уфа-Алиса
«Уфа́-Али́са» (баш. «Өфө-Алиса») — российский гандбольный клуб из Уфы. Участник чемпионата России по гандболу среди женщин (Суперлига).

## История клуба
1 сентября 1989 года в Уфе была создана детско-юношеская спортивная школа № 13. С 1995 года команда начинает выступать в Первой лиге российского гандбола под руководством главного тренера Сакаева Айрата Раисовича. До 1998 года команда ДЮСШ № 13 играла в Первой лиге, а с 1998 года получила право представлять башкирский гандбол в Высшей лиге чемпионата России. В 2003 году команда становится бронзовым призёром чемпионата России. В 2004 году команда занимает 1-е место в чемпионате России и выходит в Суперлигу, где выступает до 2009 года. Но из-за финансовых трудностей команда прекращает участие в Суперлиге.
В апреле 2015 года команда возвращается в Суперлигу.